# Svatava (stacja kolejowa)
Svatava – stacja kolejowa w miejscowości Svatava, w kraju karlowarskim, w Czechach. Znajduje się na wysokości 485 m n.p.m.
Jest zarządzana przez PDV Railway. Na stacji nie ma możliwości zakupu biletów, a obsługa podróżnych odbywa się w pociągu.

## Linie kolejowe
- 145 Sokolov - Kraslice - Zwotental